# Поліщук Іванна Володимирівна
Іванна Володимирівна Поліщук (9 липня 1999, с. Бродів Острозький район Рівненська область, Україна — 25 лютого 2022, Олешки, Херсонська область, Україна) — старший солдат 80-ї окремої десантно-штурмової бригади Збройних Сил України, що загинула у ході російського вторгнення в Україну у 2022 році.

## Життєпис
Народилася в селі Бродів Острозького району на Рівненщині.
Закінчила Шепетівське медичне училище.
Старший солдат, проходила військову службу за контрактом на посаді бойового медика 80-ї окремої десантно-штурмової бригади безпосередньо на передовій.
Загинула 25 лютого 2022 року в м. Олешки Херсонської області під час обстрілу медичної бригади, яка прямувала надавати допомогу пораненим.
Похована 4 березня 2022 року в родинному селі.

## Нагороди
- орден «За мужність» III ступеня (2022, посмертно) — за особисту мужність і самовіддані дії, виявлені у захисті державного суверенітету та територіальної цілісності України, вірність військовій присязі[5].